# Kanton Laxou
Der Kanton Laxou ist seit 1982 ein französischer Wahlkreis im Arrondissement Nancy, im Département Meurthe-et-Moselle und in der Region Grand Est (bis 2015 Lothringen); sein Hauptort ist Laxou.

## Lage
Der Kanton liegt in der Südhälfte des Départements Meurthe-et-Moselle westlich von Nancy.

## Geschichte
Der Kanton entstand am 25. Januar 1982 durch Abspaltung von den Kantonen Pompey (Laxou) und Vandœuvre-lès-Nancy (Villers-lès-Nancy). Die geplante Aufteilung des Kantons in die zwei Kantone Laxou und Villers-lès-Nancy am 21. Februar 1997 wurde nie vollzogen. Bei der Neuordnung der Kantone in Frankreich kam es (abgesehen von der neuen Kantonsnummer 5406 statt 5439) zu keinen Änderungen.

## Gemeinden
Der Kanton besteht aus zwei Gemeinden mit insgesamt 30.064 Einwohnern (Stand: 1. Januar 2022) auf einer Gesamtfläche von 25,89 km²:
| Gemeinde          | Einwohner 1. Januar 2022 | Fläche km² | Dichte Einw./km² | Code INSEE | Postleitzahl |
| ----------------- | ------------------------ | ---------- | ---------------- | ---------- | ------------ |
| Laxou             | 15.126                   | 15,94      | 949              | 54304      | 54520        |
| Villers-lès-Nancy | 14.938                   | 9,95       | 1.501            | 54578      | 54600        |
| Kanton Laxou      | 30.064                   | 25,89      | 1.161            | 5406       | –            |

## Bevölkerungsentwicklung
| 1962   | 1968   | 1975   | 1982   | 1990   | 1999   | 2006   | 2013   |
| ------ | ------ | ------ | ------ | ------ | ------ | ------ | ------ |
| 20.348 | 23.709 | 30.850 | 33.138 | 32.005 | 30.982 | 30.734 | 28.814 |

## Politik
Im 1. Wahlgang am 22. März 2015 erreichte keines der drei Wahlpaare die absolute Mehrheit. Bei der Stichwahl am 29. März 2015 gewann das Gespann Pierre Baumann/Valérie Beausert-Leick (beide PS) gegen Carole Breneur/Alain Chardon (beide UDI) mit einem Stimmenanteil von 50,46 % (Wahlbeteiligung: 49,36 %).
Seit der Gründung 1982 hatte der Kanton folgende Abgeordnete im Rat des Départements:
| Vertreter im conseil général des Départements | Vertreter im conseil général des Départements | Vertreter im conseil général des Départements |
| Amtszeit                                      | Name                                          | Partei                                        |
| --------------------------------------------- | --------------------------------------------- | --------------------------------------------- |
| 1982–1994                                     | Jean Bernadaux                                | UDF                                           |
| 1994–2008                                     | Claude Guillerme                              | UDF                                           |
| 2008–2015                                     | Pierre Baumann                                | PS                                            |
| 2015–                                         | Pierre Baumann Valérie Beausert-Leick         | PS                                            |